# طور الاعزق (طور الباحة)

تعديل مصدري - تعديل

طور الاعزق هي إحدى قرى عزلة طور الباحة بمديرية طور الباحة التابعة لمحافظة لحج، بلغ تعداد سكانها 225 نسمة حسب تعداد اليمن لعام 2004.